# Ifeadi Odenigbo
Ifeadikachukwu Anthony Odenigbo, detto Ifeadi (Centerville, 8 aprile 1994), è un giocatore di football americano statunitense che milita nel ruolo di defensive end per i New York Jets della National Football League (NFL). Scelto nel corso del settimo giro (220º assoluto) del Draft NFL 2017 dai Minnesota Vikings, in precedenza aveva giocato a football per i Wildcats della Northwestern University.

## Carriera

### Minnesota Vikings
Dopo aver frequentato per 5 anni la Northwestern University, chiudendo la sua carriera collegiale col secondo miglior risultato dell'istituto di sempre in termini di sack messi a segno, Odenigbo venne selezionato il 29 aprile 2017 dai Minnesota Vikings come 220º assoluto, nell'ambito del settimo giro del Draft NFL 2017, e firmò il suo primo contratto da professionista, un quadriennale da 2,49 milioni di dollari, il 25 maggio 2017.